# 豚丼
豚丼（ぶたどん、とんどん）は、調理した豚肉を米飯の上に載せた日本発祥の丼物料理。
1. 1933年に考案された北海道十勝地方の郷土料理である。帯広系豚丼。読みはぶたどん。
2. 2003年のBSE問題によって牛丼チェーン店で誕生した牛丼の代替メニュー。牛丼チェーン店系豚丼。

本項では区別しながら双方を詳述する。

## 帯広系豚丼
北海道十勝地方の豚丼（ぶたどん）は甘辛いタレを付けて焼いた豚焼肉を丼飯の上に載せた丼物である。十勝地方に特有のこの種の豚丼は、1933年（昭和8年）に帯広市の大衆食堂「ぱんちょう」創業者である阿部秀司が考案したとされる。

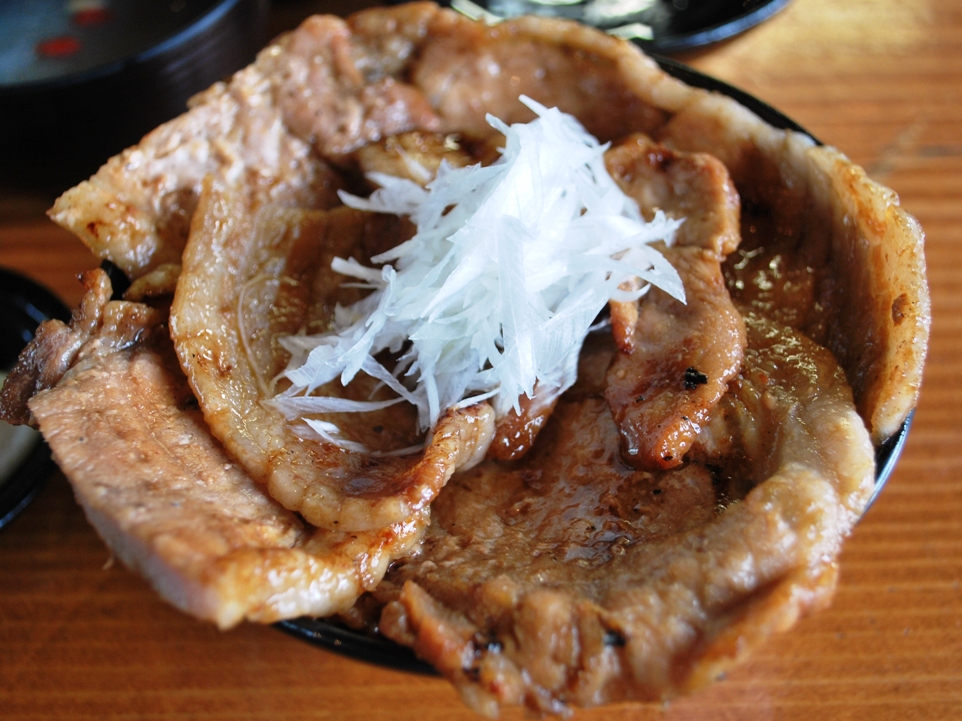
十勝地方の豚丼の一例

豚肉を砂糖醤油などで味付けした甘辛いタレで焼いたものを載せた丼飯で、十勝地方の名物として道東の飲食店で広く供されている。店舗によって肉の調理法（網焼きまたは鉄板焼き）や、トッピング（白髪ネギ、グリーンピース）などに違いがある。
十勝地方では明治時代末に養豚が始まり、大正時代末期には豚肉食が一般的になりつつあったが、食材や調理器具の制限で料理法が限定されており、特に豚カツのような手の込んだ料理の提供は困難であった。阿部は調理が容易で庶民でも食べやすい料理ということで、鰻丼をヒントにした醤油味の豚丼を開発したという。
2003年以降は、牛丼チェーン店系との区別のため帯広系豚丼、十勝豚丼、帯広豚丼と呼称する場合もある。

## 牛丼チェーン店系豚丼

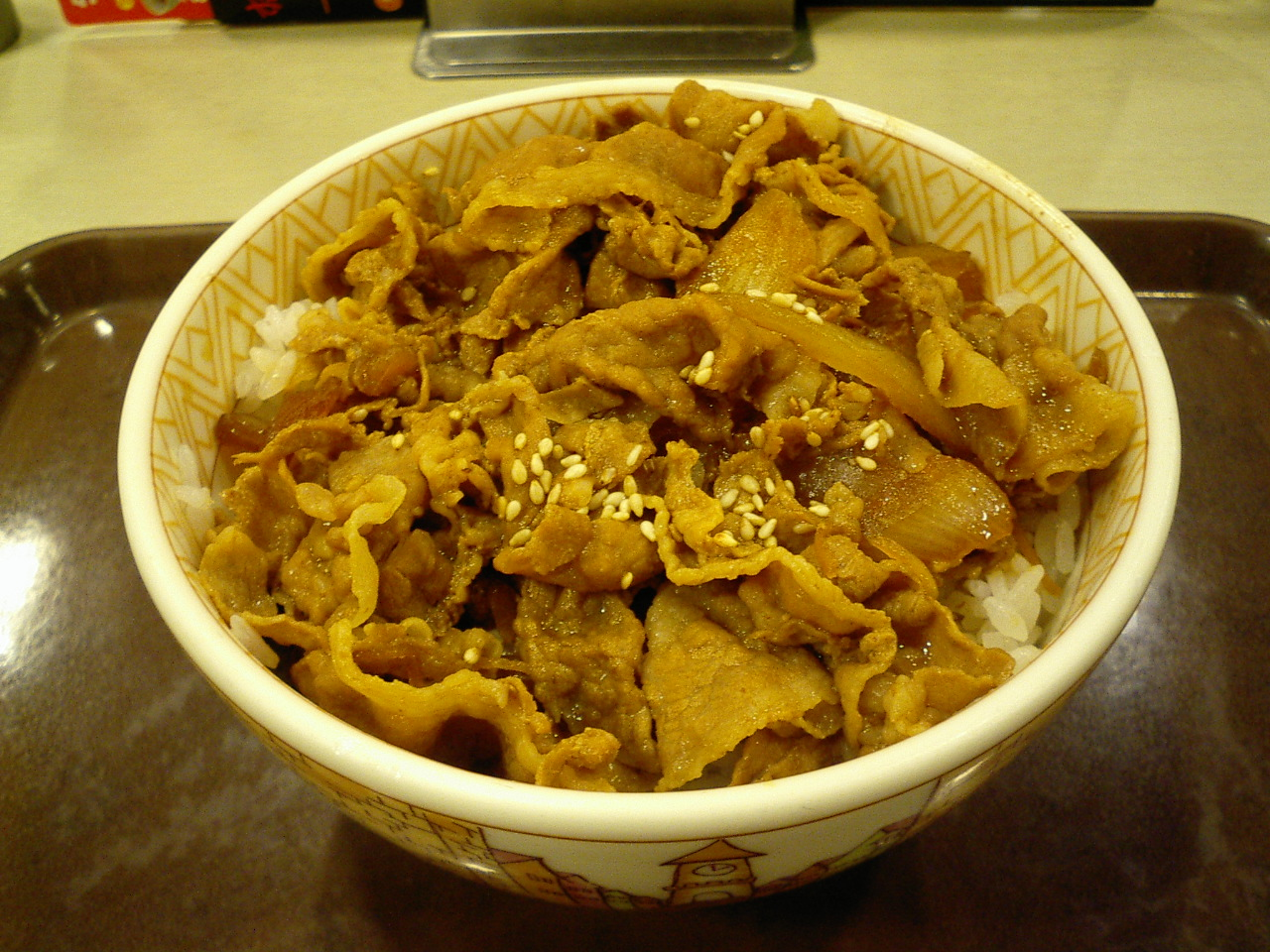
すき家の豚丼

牛丼チェーン店系豚丼は、薄切りの豚肉とタマネギやゴボウなどを調味した割下で煮たものを載せた料理である。
各社での呼び方は少しずつ異なっている。「豚」の読みは概ね訓読みだが、すき家では音読みとなっている。
- 松屋：「豚めし（ぶためし）」
- 吉野家：「豚丼（ぶたどん）」
- すき家：「豚丼（とんどん）」
- なか卯：「豚どんぶり（ぶたどんぶり）」

### 経緯

#### BSE問題による牛丼の代替品として導入
2003年（平成15年）12月のBSE問題による牛肉の調達困難に伴い、牛丼の代替品として開発された。
牛丼にできるだけ近い味を目指した商品であったが、当初は豚肉の特性に合わせた調理法や味付けが不完全だったため、低評価を下した客も少なくなかった。その後地道な改良を重ねて豚肉により合った調理法とオペレーションを築き上げ、独自の味付けに変化することで牛丼とは別の顧客が開拓された。

#### BSE問題解決による販売終了
その後、オーストラリア産牛肉の輸入やアメリカ産牛肉の輸入再開によって牛丼の販売が再開されたため、なか卯は2005年10月で豚どんぶりの販売を終了した。吉野家・松屋・すき家では牛丼の販売再開後も豚丼の販売を続けてきたが、まずすき家が「牛丼の代替品の役目を終えた」、「主力の牛丼とカレーを値下げするため」として、2009年4月23日に豚丼の販売を休止した。
吉野家は2011年12月8日に「焼味豚丼 十勝仕立て」という名称で帯広系豚丼である焼味豚丼の販売を開始し、従来タイプの豚丼の販売を終了した。松屋も2012年1月9日に店頭メニューとしては販売を終了し、店頭およびインターネットでの冷凍個食パックの販売のみ継続とした。

#### 復活
牛丼に似せた代用品として販売開始された商品であったが、牛丼の再開後も豚丼を好む客層があった。牛丼より価格が安いことのほか、「味があっさりしていて食べやすい」「豚丼が好き」「牛肉があまり好きではない」などの声もあったという。
2009年にすき家が豚丼の販売を休止したときもすき家では「一定比率の売上はあった」としていたほか、吉野家・松屋でも牛丼に次ぐ売り上げがあった。上記3社とも牛丼の代用品としての豚丼の販売は休止したが、期間限定での復活販売を行ったり、吉野家の焼味豚丼や塩豚丼、松屋の塩キャベツ豚丼や生姜焼き丼、すき家の豚生姜焼き丼や豚カルビ丼など豚肉を使用した丼物の開発と販売は断続的に行われていた。
そして、すき家は2015年から、吉野家は2016年から、松屋は2022年2月1日から、豚丼のレギュラー販売を再開した（一時終売していた時期を含む）。2022年7月現在では吉野家以外は販売終了している。

## その他外食としての豚丼

### スタミナ丼

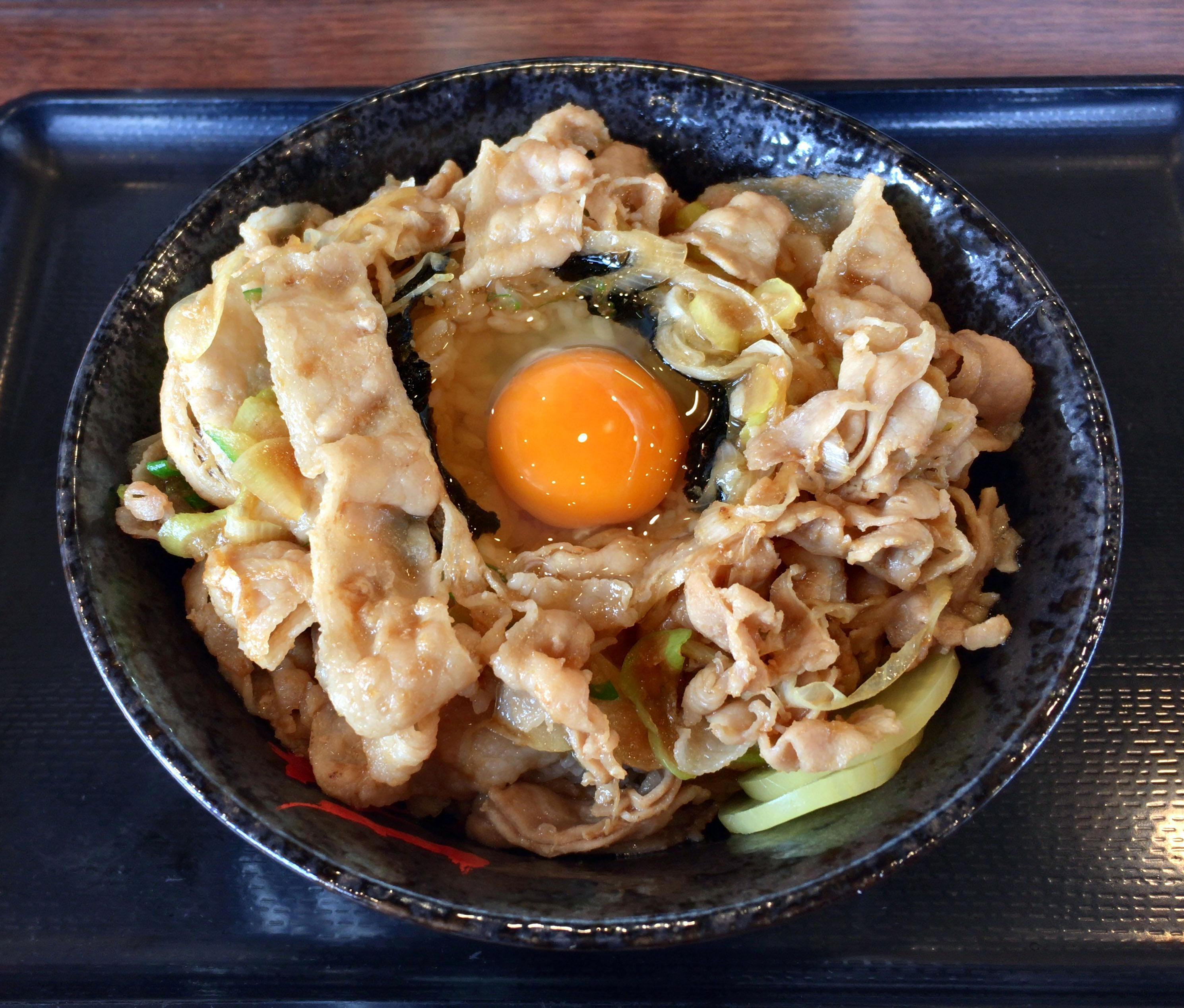
伝説のすた丼屋の「すた丼」

ニンニクを効かせた醤油だれや塩だれで味付けし炒めた豚肉を丼物にして、生の鶏卵を上に落とした丼物を「スタミナ丼」として提供する店も存在する。東京都国立市の「サッポロラーメン 国立店」が発祥とされる。スタミナ丼を主に取り扱っているチェーン店として、「すた丼」と呼称して販売する「伝説のすた丼屋」がある。2017年より吉野家でも「豚スタミナ丼」が販売され（終売）、2020年からは豚肉に加え牛肉と鶏肉ものせた「スタミナ超特盛丼」が販売されている。

### 生姜焼き丼
豚の生姜焼きを丼物とした料理を提供している店も、関東地方を中心に散見される。全国チェーンの吉野家で提供されるほか、松屋でも一時期販売されていた。

### 豚みそ丼
山間部にある埼玉県の秩父地方では冷蔵・冷凍技術の発展前伝統的に食肉を味噌漬けで保管していた。これと帯広の豚丼を参考に考案されたものとされる。

### 豚丼（とんどん）
かつて大阪府で数店舗展開していた「とん丼亭」では、豚肉とキムチとニラを独自のたれで炒めたものを載せた丼物を「豚丼（とんどん）」として供していたが、現在は1店舗のみ営業しており、メニュー名は「とん丼」と表記変更している。

### 大学丼
「大学丼」として、近隣の大学に由来する地域密着型メニューになっている。大学丼祭というキャンペーンを度々行っており、近隣に知られている。上記の「とん丼亭」も、大阪学院大学のそばにある。
- 駒沢丼「ねぎ塩豚丼」
- かまた丼「彩り野菜のホエー豚丼」
- 東経丼「スタミナ塩すた丼」
- 帝京丼「ホエー豚の肩ロース丼」
- 仙台丼「ホエー豚の焼き肉丼」
- 中央丼「チンジャオ仕立てのホエー豚丼」
- 一橋丼「野菜たっぷり多摩すた丼」

## 中食

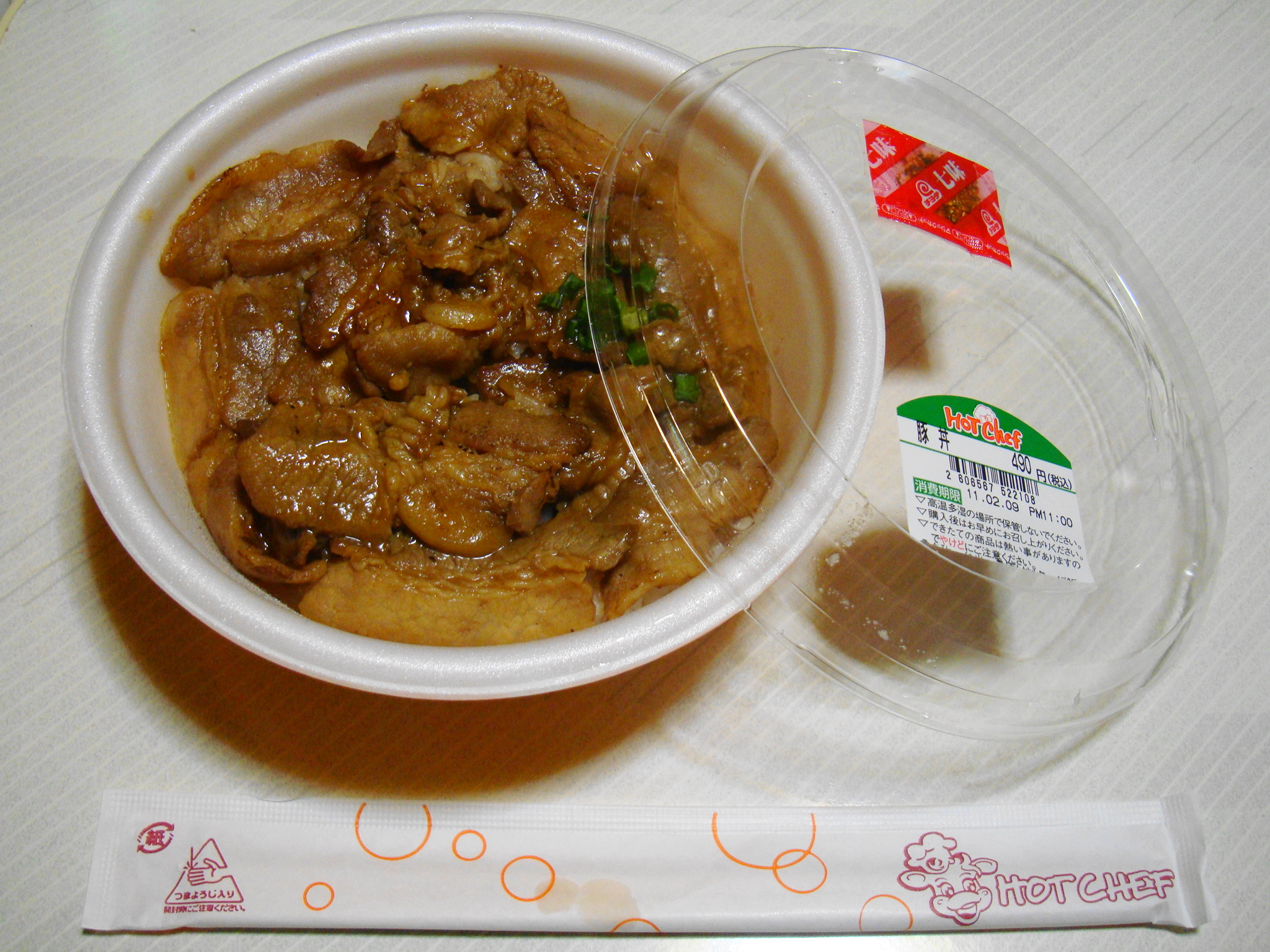
セイコーマートの豚丼（店内調理）

- スーパーマーケット等の惣菜コーナー、コンビニエンスストア、持ち帰り弁当店などでは「豚丼弁当」を販売している例もある。中には、配達サービスを行う店舗もある。
- 豚丼を販売する各牛丼チェーンでは、持ち帰り用の容器を用意しており「豚丼弁当」としても販売している。

## 家庭での調理
家庭に常備された基本的な調味料のみで作ることができる。また帯広系、牛丼屋系ともに市販の調味料が販売されている。

### 帯広系
あらかじめ調合された「豚丼のタレ」が各食品メーカーより発売されている。

### 牛丼屋系
レトルトや冷凍の「豚丼の素」がグリコ、S&B、マルハ、ソラチ等の食品メーカーや牛丼チェーンの松屋や吉野家からも発売されている。

## 豚丼の日
家庭用豚丼の素を発売している食品メーカーソラチが、2010年2月に2月10日を「豚丼の日」として日本記念日協会に登録し、PRや消費拡大活動を行っている。